# Cementerio cristiano de Daca
El Cementerio cristiano de Daca está situado en Wari, un distrito de la ciudad vieja de Daca, en la capital del país asiático de Bangladés. Empezó a entrar en un estado de deterioro pocos años después de su construcción, y todavía está en ruinas.
Fue desarrollado principalmente para los comerciantes europeos y sus familias, por lo que la mayoría de los miembros de la Compañía de las Indias Orientales se encuentran enterrados allí. La tumba más antigua pertenece al reverendo Joseph Paget, ministro de Calcuta, quien murió en 1774 a la edad de 26.
El cementerio estaba en un estado de baja desde principios de 1800.